# Kung Fu Panda 2
Kung Fu Panda 2 (bra: Kung Fu Panda 2; prt: O Panda do Kung Fu 2) é um filme de animação de 2011, continuação de Kung Fu Panda, com novos personagens assim como alguns do original. Foi lançado em 26 de maio de 2011 nos Estados Unidos. Este filme foi feito totalmente em 3D.
Sua continuação, Kung Fu Panda 3, foi lançado em 29 de Janeiro de 2016.

## Enredo
Há muito tempo, Lorde Shen, herdeiro do pavão clã que governava Gongmen City na China, procurou aproveitar o poder dos fogos de artifício como uma arma com a qual iria governar o país inteiro. Quando soube da profecia da cabra vidente que "um guerreiro preto e branco" o derrotaria um dia, Shen deduziu que ela estava se referindo aos pandas gigantes e, sendo assim, os exterminou para evitar a profecia. Os pais de Shen ficaram horrorizados e o expulsou da cidade, que jurou vingança.
Tempos mais tarde, após derrotar Tai Lung, Po está vivendo o seu sonho como o Dragão Guerreiro, protegendo o Vale da Paz ao lado dos Cinco Furiosos, mas é informado pelo mestre Shifu que ele ainda tem um objetivo: alcançar a paz interior. Durante uma batalha contra uma matilha de lobos bandidos que estão roubando metal do vale para Lorde Shen, Po é confundido por um símbolo no ombro de um lobo, o que provoca um flashback de seu passado, permitindo que os lobos escapem. Po pede ao seu pai, o Sr. Ping, contar de onde ele veio, mas Ping pode dizer apenas que encontrou Po quando era filhote em uma caixa de rabanetes atrás de seu restaurante e o adotou.
Depois, Po e os Cinco Furiosos recebem a notícia de que  Mestre Rino Trovão, líder do conselho de kung-fu que protege Gongmen City, foi morto por Lorde Shen com sua arma recém-desenvolvida, um canhão que dispara metal com fogo, com a qual ele pretende destruir o kung-fu e conquistar a China. Po e os Cinco viajam até a cidade para detê-lo e encontram Gongmen City sob o controle das forças de Shen. Os heróis descobrem que mais dois mestres foram presos, são eles mestres Boi e Crocodilo, e pedem sua ajuda para libertar a cidade, mas ambos se recusam a fugir, pois falam que não tem chances contra a arma de Shen. Po e os Cinco são capturados pelos lobos e levados ao palácio de Shen.
Ao ser levado até Shen em sua torre, Po e os Cinco conseguem se libertar; no entanto, Po é novamente distraído por um flashback ao ver o mesmo símbolo que viu no ombro do lobo na plumagem de Shen, permitindo-o escapar e destruir a torre com um arsenal de canhões. Depois de escapar, Tigresa pergunta o por quê da distração de Po que explica lembrar-se da presença de Shen na noite em que foi separado de seus pais. Por conta disso, Tigresa diz que Po deve ficar escondido na cidade.
Mesmo assim, Po não obedece e vai até a fábrica de canhões de Shen tentar detê-lo, mas é atingido por uma das armas onde cai desmaiado num rio e é resgatado pela cabra vidente, que ainda mora na vila onde Po nasceu e foi destruída por Shen e os lobos. Guiado pela cabra para alcançar o seu passado, Po se lembra que seus pais haviam se sacrificado para salvá-lo, com sua mãe escondendo-o em uma caixa de rabanetes antes de ser morta. Percebendo que tinha vivido uma vida feliz e gratificante, apesar desta tragédia, Po alcança a paz interior.
Po volta a Gongmen City para salvar os Cinco Furiosos aprisionados e impedir que Shen conquiste a China. Durante a batalha (em que os mestres Crocodilo e Boi participam depois de serem convencidos por Shifu), Po usa a sua paz interior e consegue destruir os barcos do exército de Shen, que pergunta como ele conseguiu encontrá-la, já que Shen matou seus pais deixando uma cicatriz incurável. Po responde que as cicatrizes se curam, e que não se deve dar importância ao passado, pois não há como mudar o que já foi vivido, ou seja, o que importa é apenas o que vai ser feito a partir de agora. Shen entende, mas diz que vai escolher o lado em que está, iniciando uma luta com Po. Os dois lutam, até que um canhão que estava preso pelas cordas do barco (o mesmo canhão que Po atingiu com seu golpe), se desprende, caindo sobre Shen, matando-o. Sendo assim, Po mais uma vez trouxe a paz para a China. Vitorioso, eles retornam para o Vale da Paz e Po se reúne com o Sr. Ping, amorosamente declarando que ele é o seu pai. 
Ao mesmo tempo, o pai biológico de Po é mostrado vivo e vivendo em um vilarejo distante escondido nas montanhas e habitado por pandas sobreviventes, sentindo que seu filho está vivo.

## Elencos de vozes
| Personagem          | Animal                    | Ator                  |
| ------------------- | ------------------------- | --------------------- |
| Po                  | Panda-gigante             | Jack Black            |
| Fala Macia          | Cabra-da-caxemira         | Michelle Yeoh         |
| General Lobo        | Lobo                      | Danny McBride         |
| Lorde Shen          | Pavão                     | Gary Oldman           |
| Mestre Shifu        | Panda-vermelho            | Dustin Hoffman        |
| Mestre Tigresa      | Tigre-do-sul-da-china     | Angelina Jolie        |
| Mestre Garça        | Grou-da-manchúria         | David Cross           |
| Mestre Louva-a-Deus | Louva-a-deus              | Seth Rogen            |
| Mestre Macaco       | Macaco-dourado            | Jackie Chan           |
| Mestre Víbora       | Víbora                    | Lucy Liu              |
| Sr. Ping            | Ganso                     | James Hong            |
| Mestre Boi Toró     | Búfalo-asiático           | Dennis Haysbert       |
| Mestre Crocodilo    | Crocodilo-de-água-salgada | Jean-Claude Van Damme |
| Mestre Rino Trovão  | Rinoceronte-indiano       | Victor Garber         |
| Li                  | Panda-gigante             | Fred Tatasciore       |

## Produção
Após o primeiro filme, o Kung Fu Panda que foi lançado em 2008, a DreamWorks Animation, planejado um segundo filme com a legenda Pandamoneum que foi mudado em 2010 para The Kaboom of Doom, logo depois simplesmente sendo renomeado para Kung Fu Panda 2. Jennifer Yuh Nelson foi contratada para dirigir a sequência. Membros do elenco original do filme anterior reprisou seus papeis de voz. Assim como os outros filmes da DreamWorks Animation, que começou a produção em 2009, Kung Fu Panda 2 foi produzido em tecnologia da DreamWorks 3-D.
Em Kung Fu Panda 2, a equipe de produção mostrou familiaridade maior com a cultura chinesa. Em 2008, após o lançamento de Kung Fu Panda,O CEO da DreamWorks, Jeffrey Katzenberg e os outros membros da DreamWorks visitou a cidade de Chengdu, que é considerada como a "cidade natal panda". Além de ver reais pandas , tripulantes aprenderam sobre a cultura local. Katzenberg afirmou que Kung Fu Panda 2 incorpora muitos elementos de Chengdu no filme. Paisagem do filme e arquitetura também encontrou inspiração daqueles encontrados no Monte Qingcheng. Em entrevista à Movieline, Glenn Berger afirmou que "nós nunca realmente pensamos em um filme definido na China para os americanos, que é um filme situado num mítico, China universalizada para todo mundo".

## Recepção

### Crítica
O filme recebeu 83% de criticas positiva no site Rotten Tomatoes, com base em opiniões de 162 críticos e uma avaliação média de 6,9 de 10, com o consenso de que "O arco enredo pode parecer um pouco familiar para os fãs da original, mas Kung Fu Panda 2 oferece bastante ação, comédia e brilho visual para compensar ". Ele também recebeu uma pontuação média ponderada de 67 de 100 no Metacritic, baseado em 31 avaliações de críticos.
Variety descreveu o filme como "Uma sequência digna que recebe um impulso extra a partir da adição de dinâmicas 3D nas sequências de luta ", enquanto que o The Hollywood Reporter igualmente elogiou o filme. Roger Ebert deu ao filme 3.5 de 4 estrelas, elogiando a sequência como superior ao original e como uma extensão ambiciosa da história anterior.
O critico brasileiro Francisco Russo, do site AdoroCinema.com, disse: "Kung Fu Panda 2 não foge da fórmula e repete alguns elementos do filme original. Só que, desta vez, sob uma ótica menos infantilizada e mais divertida." o critico deu 4 de 5 estrelas para o longa.

## Bilheteria
O filme arrecadou US$ 165,2 milhões na América do Norte, juntamente com US$ 500,5 milhões em outros territórios, para um total mundial de US$ 665,7 milhões, superando o primeiro filme da franquia, o Kung Fu Panda, durante o final de agosto de 2011. Em geral é a 11ª maior bilheteria de filmes de animação e do filme de melhor bilheteria esta na 51ª. O filme foi a 6° maior bilheteria de 2011, atrás de Harry Potter e as Relíquias da Morte – Parte 2 (US$1,341), Transformers: Dark of the Moon (US$1,123), Piratas do Caribe: Navegando em Águas Misteriosas (US$1,045), A Saga Crepúsculo: Amanhecer - Parte 1 (US$712) e Mission: Impossible – Ghost Protocol (US$694).
No Brasil o filme ficou na liderança de filmes de maior bilheterias, com R$ 5,1 milhões arrecadado, onde X-Men: First Class ficou em segundo lugar e The Hangover: Part II ficou em terceiro, já o filme da Walt Disney Pirates of the Caribbean: On Stranger Tides ficou em quarto.

## Marketing
DreamWorks Animation investiu mais 100 milhões de dólares na criação de parceiros promocionais e de marketing. Para Kung Fu Panda 2, DWA tem parcerias com McDonald's, AT&T, Best Buy, General Mills e outras empresas. As personagens do filme são usados em produtos e campanhas publicitárias através de diversos meios. O estúdio também está prosseguindo os esforços de mídia social para promover o filme.
DWA fez uma parceria com a House Foods America, nomeadamente o tofu, com a publicidade do filme. A revista Variety informou que a parceria foi a primeira vez entre um estúdio e uma empresa de tofu. O estúdio também contou com um desfile com um balão inflável do personagem Po, no Macy's Thanksgiving Day Parade, em turnê em seis cidades, concluindo no feriado Memorial Day no fim de semana no final de maio de 2011.
Outras mercadorias foram produzidas baseadas no filme: Fisher-Price (brinquedos), THQ (vídeo games) e Hallmark (cartões). Editores VTech, Penguin Books  e Ape Entertainment estão lançando livros ligados ao filme.

## Jogo
A adaptação do filme para o jogo foi desenvolvido e publicado pela THQ e foi lançado em 23 de maio de 2011. O jogo tem lugar após os acontecimentos do filme, e apresenta Po perturbado por um grupo de mercenários mal Dragão de Komodo. Com a ajuda de outro Kung fu mestres, Po tem que descobrir a trama por trás desse cerco e colocar um fim a isso.

## Sequência
Em julho de 2012, a Dreamworks anunciou que Kung Fu Panda 3, a sequência será produzido na China e esta programado para ser lançado em 29 de janeiro de 2016. Segundo o estúdio e seus parceiros da china o: China Media Capital, Shanghai Media Group e Shanghai Alliance Investment disseram que o filme será produzido por uma nova joint-venture, a Shanghai Oriental DreamWorks Film & Television Technology Co. A DreamWorks deterá 45% da empresa recém-nascida, enquanto os parceiros chineses terão participações no total de 55%.